# Municipio de Valley (condado de Dickey)
El municipio de Valley (en inglés: Valley Township) es un municipio ubicado en el condado de Dickey en el estado estadounidense de Dakota del Norte. En el año 2010 tenía una población de 30 habitantes y una densidad poblacional de 0,33 personas por km².

## Geografía
El municipio de Valley se encuentra ubicado en las coordenadas 46°14′27″N 98°33′59″O / 46.24083, -98.56639. Según la Oficina del Censo de los Estados Unidos, el municipio tiene una superficie total de 91.51 km², de la cual 91,51 km² corresponden a tierra firme y (0 %) 0 km² es agua.

## Demografía
Según el censo de 2010, había 30 personas residiendo en el municipio de Valley. La densidad de población era de 0,33 hab./km². De los 30 habitantes, el municipio de Valley estaba compuesto por el 100 % blancos. Del total de la población el 0 % eran hispanos o latinos de cualquier raza.